# Бетинген (Ајфел)
Бетинген (њем. Bettingen) општина је у њемачкој савезној држави Рајна-Палатинат. Једно је од 235 општинских средишта округа Ајфелкрајс Битбург-Прим. Према процјени из 2010. у општини је живјело 1.030 становника. Посједује регионалну шифру (AGS) 7232013.

## Географски и демографски подаци
Бетинген се налази у савезној држави Рајна-Палатинат у округу Ајфелкрајс Битбург-Прим. Општина се налази на надморској висини од 270 метара. Површина општине износи 7,2 km².

## Становништво
У самом мјесту је, према процјени из 2010. године, живјело 1.030 становника. Просјечна густина становништва износи 142 становника/km².